# Sven Vandousselaere
Sven Vandousselaere é um ciclista profissional belga, nascido a 29 de agosto de 1988, em Bruges, Província de Flandres Ocidental.
Estreiou como profissional com a equipa Omega Pharma-Lotto em 2011. Ao ano seguinte passou ao Topsport Vlaanderen-Mercator.

## Palmarés
- 2009
  - 1 etapa do Tour de Loir-et-Cher

- 2010
  - 1 etapa do Volta à Normandia

- 2012
  - 3.º no Campeonato da Bélgica em Estrada

## Equipas
- Omega Pharma-Lotto (2011)
- Topsport Vlaanderen (2012-2013)
  - Topsport Vlaanderen-Mercator (2012)
  - Topsport Vlaanderen-Baloise (2013)
- Vastgoedservice Golden Palace (2014)